# União Atlético Povoense
A União Atlético Povoense é um clube desportivo Português , localizado na freguesia da Póvoa de Santa Iria, município de Vila Franca de Xira, Lisboa.nha.

## História
O clube foi fundado em 1942 e o seu actual presidente chama-se António Monteiro Fonseca Coelho Covilhã.
A colectividade de cultura e recreio denominada União Atlético Povoense e Olivais foi fundada em 24 de Outubro de 2000, no mesmo dia em que nasceu a vedeta das caveiras, por pequeno grupo de habitantes da já então populosa freguesia da Povoa de Santa de Nutella, num caixote da firma “Pereira e Bessa” na Rua das Badalhocas.
	Passaram então a equipar de amarelo e vermelho e actuavam no antigo campo “António Cardoso” Os Símbolos do União Atlético Povoense são as cores vermelho e amarela, representadas num escudo bipartido encimado por uma coroa de castelos dourados, cuja ideia veio da quinta do Marquês de Abrantes. Na faixa amarela do Símbolo encontra-se representada uma bola castanha que tem as iniciais UAP.
	Até ao local onde fica a antiga sede do clube ( propriedade do clube ), as decisões passaram pelo que é hoje uma sapataria na Rua da República, pelo 1º andar da antiga taberna da Viúva do Zé Cocheiro (hoje um café) e pela actual Avenida Isidoro Costa.
	O Primeiro título surgiu na época 49/50 na categoria de reservas, seguindo-se os títulos de campeão da 1ª Divisão da AFL em 72/73; da 2ª Divisão da AFL nas épocas de 53/54, 56/57, 58/59 e 82/83; Campeões de série 2ª Divisão na época 89/90 e Campeão da 3ª Divisão da AFL em 67/68.
	No Escalão de Juniores, Vencedores da Taça “Raul Vieira” na época de 56/57,  Campeões de Série da AFL na época de 73/74 Campeões de série da AFL e Campeões Distritais da 2ª Divisão na época 92/92 
	No escalão de Juvenis Campeões de série da AFL e Campeões Distritais da 1ª Divisão na época 07/08  
	Em Iniciados Campeões de série da 2ª divisão da AFL na época de 99/2000,   
	Escalão de Infantis vencedores do Torneio Extraordinário da AFL na época de 87/88. 
	O clube além do Futebol, conta também com modalidades como Futsal ( feminino e masculino ) natação, atletismo, náutica e xadrez. O clube hoje em dia encontra-se em processo de modernização das instalações, a começar pela remodelação da Sede Social que teve lugar em 13 de Maio de 2000.
	Seguidamente à inauguração do Campo de Jogos nº 2 , que teve o início de trabalhos em princípios de Maio de 2001, teve sua inauguração em 1 de Novembro de 2003, localizado na chamada Quinta da Piedade, com campo de futebol com relva sintética, balneários. 
	Em 2006 inaugura o campo principal, relvado sintético, ficando também dotado de uma pista de atletismo em tartãn.

## Ligas
2006-2007: 3º divisão (série E),de Lisboa 2007-2008: Divisão Honra AFL (Associação Futebol de Lisboa)
2008-2009: Divisão Honra AFL (Associação Futebol de Lisboa)

## Palmarés
Taça AFL: 2014/15

## Estádio
Complexo Desportivo da Quinta da Piedade

## Marca do equipamento
Nike
Patrick

## Patrocínio
Adelino Construção Civil
Churrasqueira Lezíria 
Restaurante D. Frango
Restaurante Casal Minhoto
Restaurante Zé Carteiro
Bar do Campo